# Papratnica (Teslić)
Pour les articles homonymes, voir Papratnica.
Papratnica (en serbe cyrillique : Папратница) est un village de Bosnie-Herzégovine. Il est situé dans la municipalité de Teslić et dans la république serbe de Bosnie. Selon les premiers résultats du recensement bosnien de 2013, il ne compte aucun habitant.
Avant la guerre de Bosnie-Herzégovine, le village faisait entièrement partie de la municipalité de Žepče ; après la guerre, son territoire a été partiellement intégré dans la municipalité de Teslić, intégrée dans la République serbe de Bosnie.

## Démographie

### Répartition de la population par nationalités (1991)
En 1991, le village comptait 1 130 habitants, répartis de la manière suivante, :